# Ludovic Sforza
Ludovic Maria Sforza (de asemenea cunoscut sub numele de Ludovico il Moro; 27 iulie 1452 – 27 mai 1508), a fost Duce al Milano din 1489 până în 1500. Membru al familiei Sforza, el a fost al doilea fiu al lui Francesco Sforza. A fost renumit ca patron al lui Leonardo da Vinci și a altor artiști și în timpul domniei lui a avut loc etapa cea mai productivă a renașterii milaneze. El este, probabil, cel mai bine cunoscut ca omul care a comandat Cina cea de Taină.

## Primii ani
Ludovico Sforza s-a născut la 27 iulie 1452, la Vigevano, situată astăzi în Lombardia. A fost al doilea fiu al lui Francesco I Sforza și a Biancăi Maria Visconti. Educația lui nu a fost limitată la studiul limbilor clasice. Sub tutela umanistului Francesco Filelfo, Ludovico a primit lecții de pictură, sculptură, litere dar a învățat și metode de guvernare și de război. Mai târziu, el l-a ajutat pe Leonardo la pictura cu pasteluri.
Când a murit tatăl său în 1466, a fost succedat de Galeazzo Maria, fiul său cel mare, fratele lui Ludovico. Galeazzo a domnit până la asasinarea lui în 1476, lăsând tronul fiului său în vârstă de șapte ani, Gian Galeazzo Sforza. A urmat o luptă amară pentru regență între mama băiatului, Bona de Savoia, și Ludovico care în 1481 a preluat controlul asupra guvernului din Milano, în ciuda încercărilor de a-l ține departe de putere. Pentru următorii 13 ani el a controlat Milano în calitate de regent.

## Căsătorie și viața privată

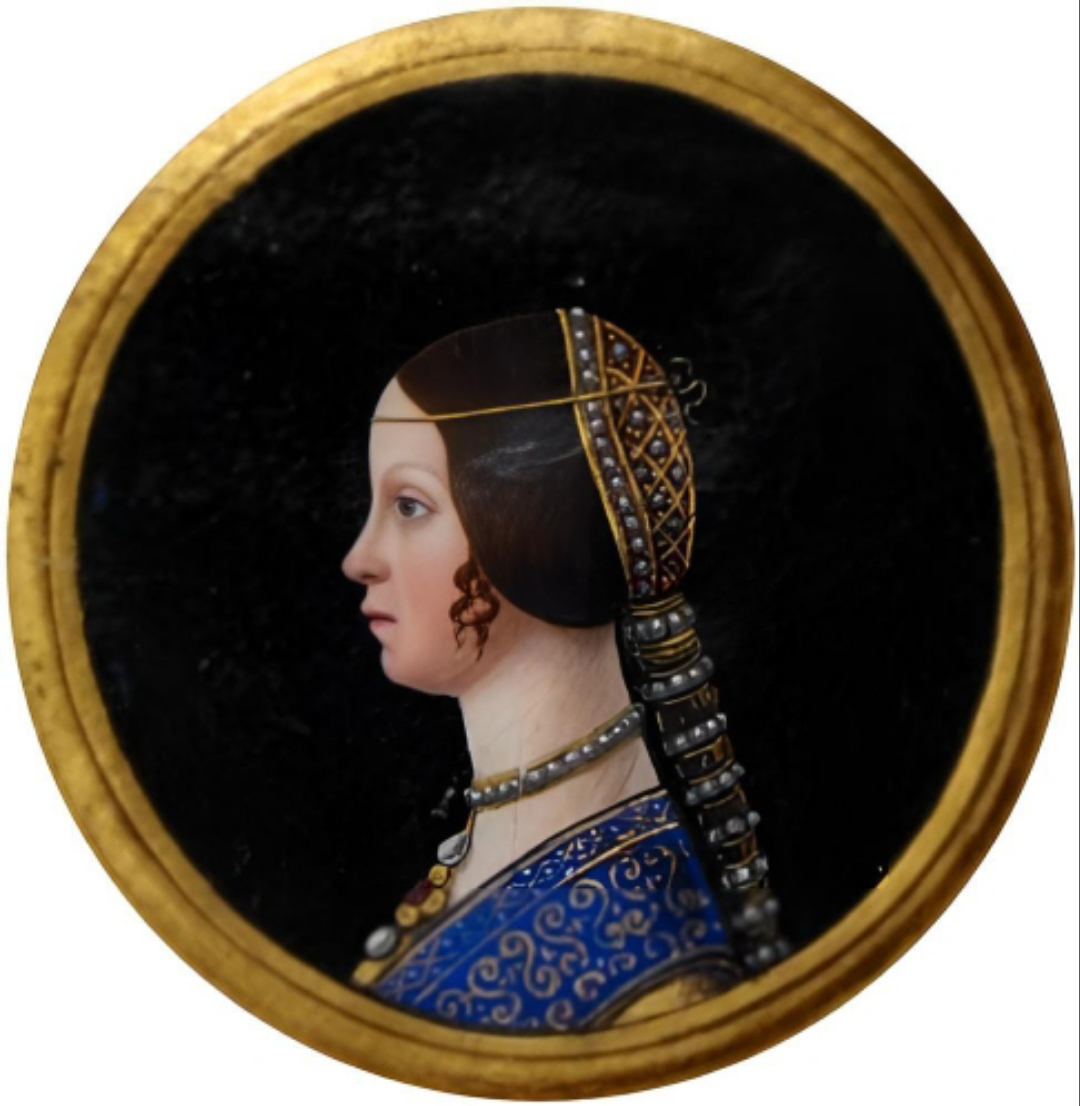
Beatrice d'Este

În ianuarie 1491, el s-a căsătorit cu fiica cea mică a lui Ercole I d'Este, Beatrice d'Este (1475–1497). Fratele Beatricei, Alfonso d'Este, s-a căsătorit cu Anna Sforza, nepoata lui Ludovico. Leonardo da Vinci a orchestrat ceremonia de nuntă.
Prințesa în vârstă de 15 ani a fermecat repede curtea milaneză cu pofta ei de viață, râsul și chiar extravaganțele sale. Ea a făcut din castelul Sforza centrul unor festivaluri și baluri somptuoase. În plăcea compania filosofilor, a poeților, diplomaților și militarilor. Beatrice avea gusturi bune și se spune că sub influența ei, patronajul soțului ei față de artiști a devenit mai selectiv și Leonardo da Vinci și Donato Bramante au fost angajați la curte. Ea avea să devină mama lui Maximilian Sforza și a lui Francesco II Sforza, viitori Duci ai Milano.
Înainte și pe toată durata căsătoriei sale, Ludovico este cunoscut pentru a fi avut amante. Bernardina de Corradis a fost amanta lui din tinerețe care i-a dăruit o fiică, Bianca Giovanna. Copilul a fost legitimat și mai târziu s-a căsătorit cu Galeazzo Sanseverino în 1496. O altă favorită, Cecilia Gallerani, i-a născut un fiu numit Cesare, la 3 mai 1491, în același an în care s-a căsătorit cu Beatrice d'Este. Gallerani este identificată ca subiect al lucrării lui Leonardo da Vinci, Dama cu hermină - hermina era animalul heraldic al lui Ludovico il Moro. O altă metresă a fost Lucrezia Crivelli, care i-a născut un alt fiu nelegitim, Giovanni Paolo, născut în anul decesului Beatricei. Ludovico a avut al treilea fiu nelegitim, numit Sforza, care s-a născut în jurul anului 1484 și a murit la vârsta de 3 ani; mama copilului este necunoscută.

## Duce de Milano
În 1494, noul rege al Neapoli, Alfonso, s-a aliat cu Papa Alexandru al VI-lea, lucru care a reprezentat o amenințare pentru Milano. Ludovico a decis să se apere folosind ca aliată Franța, pe atunci condusă de puternicul Carol al VIII-lea. El a permis trupelor franceze să treacă prin Milano, astfel încât acestea ar fi putut ataca Napoli. Cu toate acestea, ambiția lui Carol nu s-a mulțumit cu Napoli ci și-a dorit și Milano. Regretând amarnic decizia sa, Ludovico a intrat apoi într-o alianță cu Maximilian I, Împărat Roman, oferindu-i în căsătorie pe nepoata lui, Bianca Sforza și de a primi, în schimb, investitură imperială a ducatului și aderarea la alianța împotriva Franței.
Gian Galeazzo, nepotul lui, a murit în condiții suspecte în 1495 și Ludovico și-a asumat titlul ducal și a primit coroana ducală de la nobilii milanezi la 22 octombrie. La 3 ianuarie 1497, ca urmare a unei nașteri dificile, soția lui Beatrice a murit. Ludovico a fost de neconsolat și întreaga curte a purtat doliu.